# Eugène Quignolot
Jean Eugène Quignolot, né à Dijon le 17 janvier 1847 et mort à Jouarre le 20 septembre 1921, est un peintre, dessinateur, graveur, illustrateur et professeur français.

## Biographie
Né en 1847, il est le fils de Jean Claude Quignolot, artisan matelassier à Dijon et d'Étiennette Rose Bailly.
Il entre en 1868 à l'École des Beaux-Arts de Paris où il est élève d'Isidore Pils. Il participe en 1872 au concours organisé pour engager un professeur de dessin à l'École des Beaux-Arts et le gagne. Il y enseignera le dessin durant 35 ans.
En 1919, il épouse Cécile Appoline Louise Quinquarlet (1879-1962), qui deviendra également professeur et exposera ses pastels et aquarelles aux Artistes indépendants.
À Paris, Quignolot enseigne dans plusieurs écoles, entre autres, au no 16 rue de la victoire, aux Batignolles (tous les soirs sauf le samedi) et dans une école de jeune filles au no 69 rue du Faubourg-Saint-Martin. Il est le professeur de nombreux peintres de renom.
Il meurt à l'âge de 74 ans à Jouarre.

## Élèves
- Mathilde Arbey
- Paul-Loys Armand
- Marcellin Auzolle
- Gustave Bastogne
- Georges Braque[6]
- Auguste Brouet
- Julien Champagne[7]
- Mélanie Faivre-Vallée
- Georges Garen
- Marie Laurencin
- Yvonne Thivet

## Illustrations et gravures
- 1892 : Manuel d'exercices gymnastiques et de jeux scolaires de Étienne-Jules Marey et Georges Demenÿ
- 1904 : Mécanisme et éducation des mouvements de Georges Demenÿ